# Ana-Neda
Ana-Neda (Ана-Неда) bila je kraljevna Srbije i carica Bugarske, kći kralja Stefana Uroša II. i jedne od njegovih žena.
Općenito se smatra da joj je majka bila kraljica Ana Terter, kći bugarskog cara Georgija Tertera I. Druga je mogućnost da je Anina majka bila Elizabeta Arpadović.
Ana je bila zaručena za francuskog plemića Karla Valoisa, ali se udala za cara Mihaela Šišmana te mu je rodila Ivana Stjepana, Mihaela i Šišmana. Ivan je postao car Bugarske.
1324. Ana se rastala od supruga. Znana je i kao Dominika (nedjelja na latinskom – Dius Domini).